# Голос Вьетнама
«Голос Вьетнама» (вьет. Đài Tiếng nói Việt Nam, сокр. VOV от англ. Voice of Vietnam) — вьетнамская государственная радиокомпания.

## История
До 1945 года вьетнамцам было запрещено владеть радиоприемниками, а вещание находилось под контролем французского колониального правительства, которое в конце 1920-х годов основало первую во Вьетнаме радиостанцию "Радио Сайгон".
Национальная радиостанция Вьетнама, ныне называемая "Голос Вьетнама", начала вещание из Ханоя всего через неделю после провозглашения Демократической Республики Вьетнам с заявлением: "Это Голос Вьетнама, вещающий из Ханоя, столицы Демократической Республики Вьетнам". В августе 1968 года "Голос Вьетнама" начал коротковолновое вещание для вьетнамцев, живущих за рубежом.
Южный Вьетнам создал свою собственную сеть в Сайгоне в 1955 году.
После воссоединения все радиостанции были объединены в "Голос Вьетнама", который в 1978 году стал национальной радиостанцией.
В 1990 году VOV запустила свою самую первую FM-станцию сети, с первоначальной частотой 100,0 МГц. Сначала эта станция была посвящена музыкальной, развлекательной и информационной программе. Позже она стала флагманской частотой новостной и универсальной станции (VOV1), в то время как музыкальный контент был переведен на FM - частоту 102,7 МГц-которая в настоящее время является музыкальной станцией VOV3.
Программа на вьетнамском языке для вьетнамской диаспоры была впервые передана 16 августа 1991 года на длинных и коротких волнах, следуя за программами на иностранном языке с момента основания внешней службы радиосети. В том же году была создана социально-культурная станция VОV2.
С последних лет 20-го века и по настоящее время VOV стремится предлагать разнообразные, высококачественные программы и появляется во всех аспектах средств массовой информации Вьетнама.
В 1998 году радио "Голос Вьетнама" опубликовало свою первую ежедневную газету под названием "Голос Вьетнама". В то же время был открыт первый FM-радиоканал для иностранного сообщества во Вьетнаме, управляемый и принадлежащий внешней службе. В настоящее время станция вещает на частоте FM 105,5 МГц в Ханое и 105,7 МГц в Хошимине. В следующем году (1999) VOV расширила свою платформу, запустив новостную страницу www.vovnews.vn (позже www.vov.vn).
1 октября 2004 года VOV начал передавать VOV4, радиостанцию, посвященную меньшинствам во Вьетнаме по всей стране.
С 7 сентября 2008 года, в ознаменование 68-й годовщины основания сети, VОV запустил свой собственный телевизионный канал. Первоначально назван. Визуализированная радиостанция, она была переименована в Голос Вьетнама телевизионный канал в 2012 году после того, как VOV получил лицензию на эксплуатацию телевизионной системы.
С 18 мая 2009 года была создана Транспортная сеть VOV. Впервые официально переданная в Ханое 21 июня 2009 года с частотой FM 91,0 МГц, она была расширена на юг, сначала с городом Хошимин 2 января 2010 года с той же частотой, а затем в район дельты Меконга 25 июня 2017 года с частотой FM 90,0 МГц.
С 2015 по 2018 год VОV сотрудничал с Канцелярией Национального собрания Вьетнама для трансляции телевизионного канала, направленного на вьетнамскую политическую деятельность и связанные с ней вопросы.
2 июня 2015 года "Голос Вьетнама" официально приобрел цифровую телевизионную сеть VTC у Министерства информации и коммуникаций. Сначала он принадлежал Вьетнамской мультимедийной корпорации с 2004 по 2013 год. В том же году англоязычная радиостанция VOV English 24/7 вышла в тестовое вещание 1 октября и официально начала выходить в эфир более чем через месяц, 6 ноября, на частоте FM 104,0 МГц.
В 2016 году VOV перезапустил FM-станцию 89,0 МГц в станцию, ориентированную на здоровье.
С 2017 года VOV начал работать с приложением VOV Media на смартфонах, а в 2020 году VOV запустил VOV LIVE, цифровую платформу с живым радио и телеканалом с программами по запросу.

## Управление
Как и все средства массовой информации Вьетнама, радиостанция является государственной. Генеральный директор радиостанции Нгуен Данг Тьен.

## Покрытие
«Голос Вьетнама» могут принимать 90 % домохозяйств страны, в то время как «Вьетнамское телевидение» — 87 %.

## Радиостанции

### Основные радиостанции
- VOV1 - Новости, текущие дела и универсалы
- VOV2 - Социокультурный, научно-образовательный

Доступны через эфирное радиовещание (аналоговое на СВ).
- VOV3 -

Доступна через эфирное радиовещание (аналоговое на УКВ)
- VOV4 - вещание для национальных меньшинств

Доступна через эфирное радиовещание (аналоговое на СВ).

### Специализированные радиостанции
- VOV Tранспортировка - транспортно-ориентированная станция

- VOV English 24/7 (VOV Английский 24/7) - Англоязычная станция
- VOV FM 89 - здоровье и потребительская ориентация

Все эти станции доступны через эфирное радио (аналоговое на УКВ) с основными районами, включая Ханой, Хошимин и другие города.

### Международные радиостанции
- VOV5 - иновещание на 11 языках
  - (вьетнамская диаспора)
    - вьетнамский

  - (Европа, Африка, Америка)
    - немецкий
    - английский
    - французский
    - испанский
    - русский

  - (Восточная и Юго-Восточная Азия)
    - китайский
    - корейский
    - японский
    - лаосский
    - кхмерский
    - тайский
    - индонезийский

Доступно через эфирное радиовещание (аналоговое на КВ).

### Голос Вьетнама в интернете
Голос Вьетнама имеет сайт vovworld.vn/ru-RU.vov на вьетнамском, русском и прочих языках.